# Pardosa falcula
Pardosa falcula là một loài nhện trong họ Lycosidae.
Loài này thuộc chi Pardosa. Pardosa falcula được Frederick Octavius Pickard-Cambridge miêu tả năm 1902.